# Луи XI
Луи XI (на френски: Louis XI; * 3 юли 1423, Бурж, Франция; 30 август 1483, замък Плеси-ле-Тур, Франция) e крал на Франция от 1461 до 1483 г. от династия Валоа.

## Наследник на престола. Борба с баща си.
Син е на Шарл VII и Мари д`Анжу. Като дофин, Луи презира баща си и на няколко пъти се опитва да го детронира. Луи е решителен внук на Йоланда Арагонска, която има големи заслуги за запазването на Франция.
Луи взема участие във въстанието на дворянството против Шарл VII („Прагерия“, 1440). Кралят побеждава и прощава на метежниците, след което Луи отива да живее в Дофине. През 1444 година Луи заедно с баща си участва в похода на наемниците в Швейцария и Елзас.
На 24 юни 1436 г. Луи се жени за шотландската принцеса Маргарет Стюарт, дъщеря на Яков I, крал на Шотландия, и Джоанна Бофори, и така се намесва в английските вътрешни борби. По-късно, той планира да върне на трона на Англия братовчед си Хенри VI, защото големият му враг Шарл Смели Бургундски се е съюзява с Йоркската партия в Англия. След смъртта на херцог Шарл Бургундски, Луи вече няма сериозен противник.
След смъртта на Маргарет през 1445, едва 20-годишна, Луи се жени на 14 февруари 1451 г., против воля на баща си, за 8-годишната принцеса Шарлот Савойска, дъщеря на херцога на Савоя. Техният брак е консумиран, едва когато тя навършва 14 години и от него се ражда престолонаследникът Шарл VIII. На искането на баща си да се яви в Париж, Луи отказва и бяга от Дофине в Брюксел, при Филип Добрия, херцог на Бургундия, който радушно го приема (1456). Когато умира Шарл VІІ, Филип, по молба на Луи, присъства при коронацията му в Реймс, въвежда го в рицарски сан и го съпровожда до Париж. Народът възторжено приветства Филип и хладно се отнася към Луи.

## Крал на Франция (1461 – 1483)

### Военни поражения
Против Луи започва недоволство (1465) – така наречената Лига на общественото благо. Феодалната реакция се възглавява от малкия брат на краля, херцог Шарл II Берийски, от приемника на Филип, херцог Шарл Дръзки, а така и от херцог Франсоа II Бретонски.
През пролетта на 1465 г. големите френски феодали, недоволни от централизаторската политика на Луи XI, решават да обединят силите си за борба срещу краля на Франция. През май същата година упълномощени представители на всички важни феодални владетели на страната се срещат в Париж и влизат в съюз, наречен „Лигата на общественото благо“. В състава на Лига влизат Карл Смели, граф Шароле, херцог Шарл дьо Бери, херцог Франсоа II Бретонски, херцог Жан II д'Алансон, херцог Жан II дьо Бурбон, Жан II Лотарингски, херцог на Жак дьо Немур, граф Жан V д'Арманяк, Луи дьо Люксембург, граф дьо Сен Пол, граф Жан дьо Дюноа и сеньор Карл II д'Албре. Херцог Карл Бери, по-малък брат на Луи XI, е обявен за водач на Лигата.
На 16 юли 1465 г. в битката при Монлери френската армия под предводителството на Луи XI е разбита от бургундските войски под командването на Карл Смели. Луи се връща в Корбел като победен, а от там пристига в Париж. Скоро войските на принцовете приближават до Париж и обсаждат френската столица. Луи не се решава да встъпи с тях в директна битка и се старае да скара съюзниците, но след дълги преговори в Шарантон ле Пон е принуден да отстъпи. На 29 октомври, кралят на Франция е принуден да сключи мирен договор с метежните принцове в Конфлан, по който владенията на Луи от всички страни са намалени чрез отстъпки към територии на феодалите и вождовете на лигата. Шарл дьо Бери получава във владение Нормандия. На Карл Смели са предадени френските градове по течението на река Сома. Другите участници в Лигата също получават много земи, права и големи постове.

### Политически победи
Чрез хитрост и насилие Луи ХІ покорява едрите феодали:
- Дом д’Арманяк е низвергнат и властта на Луи над Южна Франция става безспорна.
- Подбуждайки враговете против херцог Шарл Смели, Луи търси дружба с Швейцария и сключва „вечен договор“ с Хабсбургската династия и швейцарците.
- Помирява се с английския крал Едуард IV.
- След поражението на херцог Шарл Бургундски при Грансон (1476), Луи подкупва швейцарците да продължат войната, утешавайки в същото време Шарл. На 5 януари 1477 година Шарл Смели загива в сражението при Нанси, за голяма радост на Луи ХІ, който веднага измисля как да отнеме бургундските земи от дъщерята-наследница на Шарл, Мария Бургундска. Женитбата на ерцхерцог Максимилиан Австрийски с Мария обърква плановете на Луи, който през есента на 1479 година завзема единствено столицата на Франш Конте.

Той става първият крал, който успява да обедини Франция в една единна територия и слага началото на една силна съвременна монархия.
- Изображение Луи XI от книгата на Жан дьо Тиле „Крале на Франция“. Национална библиотека на Франция, Париж
- Жан Фуке: Луи ХІ, 1470

### Последни години
Година преди смъртта на краля, братовчед му херцог Шарл ІV, и последен херцог Анжуйски (1480 – 1481), умира и му оставя със завещание всичките си владения, включително и претенциите за Кралство Неапол. Тези претенции по-късно се предават и на следващите френски крале, които се впускат в редица войни в Италия. Също така след смъртта на Шарл ІV Анжу, френската корона получава провинциите Прованс и Анжу.
Луи XI е суеверен човек, който се обгражда от астролози. С интерес към науката, той веднъж дори осъжда на смърт един човек, който отказва да послужи за опитно свинче в научен експеримент.
През 1483 година тежко болният крал на Франция Луи XI, за 4 месеца до своята смърт, поканва Свети Франциск от Паола във Франция, в своя замък Плеси-льо-Тур. Свети Франциск духовно наставлява краля и е с него и при неговата смърт. Луи умира същата 1483 г. и е наследен на трона от сина си Шарл VIII, който е 13-годишен.

## Деца
От втората си съпруга Шарлот Савойска(1440 — 1483) има 8 деца:
- Луи (1458 – 1460)
- Йоахим (Жоаким) (1459)
- Луиза (1460)
- Ан дьо Божьо (1461 — 1522); омъжена от 1473 г. за Пиер II (1438 — 1503), херцог Бурбон.
- Жана Френска (1464 — 1505); омъжена от 1476 г. за Луи XII Орлеански (1462 — 1515), крал на Франция от 1498. Бракът е анулиран.
- Франсоа (1466)
- Шарл VIII (1470 — 1498), крал на Франция от 1483 – 1498 г.
- Франсоа (1472 — 1473)